# 交互相位調變
交互相位調變（Cross-phase Modulation，縮寫 XPM），又譯交叉相位调制，当两个或两个以上的信道使用不同的频率同时在光纤中传播时，由光场自身引起的非线性光学效应。
簡言之，一特定波長光線可以藉由非線性光學克爾效應，影響到另一不同波長光波的電波偏振相位。
應用交互相位調變，可以在一道同調性目標光束中，利用另一道入射光束，讓兩光束同時在一特定的非線性介質中傳播，改變目標光束相位；藉此可加入欲傳輸的外加資訊，讓目標光束來傳輸訊號。這項技術已經應用在光纖通訊技術中。
交互相位調變已經應用於密集波長分波多工技術中。利用強度調變並直接偵測交互相位調變效應。首先，在同調目標光束中，以第二道入射光束同時行進，利用相位調變加入訊號。然後，利用光的色散效應，將相位調變轉換成目標光束內的攜帶訊號所引發的功率差異分佈。然而，介質中光色散效應也會使訊號通道可能會喪失某些訊號，降低交互相位調變效果。

## 技術優缺點
- 優點
  - 非線性脈衝壓縮 (Nonlinear Pulse Compression)
  - 被動模態鎖定 (Passive mode locking)
  - 超快脈衝光學開關 (Ultra fast optical switching)
  - 光學時域多工傳訊頻道之多工解訊 (Demultiplexing of OTDM channels)
  - 波長分工調制頻道之波長轉換 (Wavelength conversion of WDM channels)

- 缺點
  - 易導致波長分工調制中訊號在不同頻道串音。   XPM leads to interchannel crosstalk in WDM systems
  - 易導致強度與時序上的訊號抖動。  It can produce amplitude and timing jitter